# أغاثا بيدل
أغاثا بيدل (بالإنجليزية: Agatha Biddle)‏ هي منظمة مجتمع ‏ أمريكية، ولدت في 1797، وتوفيت في 1873 في ماكيناك أيلاند في الولايات المتحدة.